# Dimitri Sartison
Dimitri Sartison (født 4. februar 1980), er en professionel bokser fra Tyskland med ortodoks holdning. Hans professionelle record indeholder 27 kampe: 26 sejre (11 knockouts), og 1 tab (mod Mikkel Kessler, som han tabte sin WBA titel til). Han bor i Hamburg i Tyskland, men blev født i Rudniy i Kasakhstan. Han vandt den ledige WBA supermellemvægt titel mod Stjepan Bozic fra Kroatien den 21. november 2009 i Kiel i Tyskland.